# 五十嵐于拙
五十嵐 于拙（いがらし うせつ）は、出羽上山藩の藩士・儒学者。諱は光春（みつはる）。

## 経歴
上山藩の武田家の出身といわれる。藩主の松平信行に仕え、文化6年（1809年）より藩校である明新館の教授を弘化年間の60歳近くまで40年近くも務め、藩士子弟の教育を務めた。
大変な能書家であり、藩の制札や藩領の境界を示す石標は全て于拙の筆によるものとされる。また、藩のためのみならず民の依頼による石碑にも快く揮毫し、和歌や詩を吟じる事を楽しみとして松雨邸と名付けられた自宅には、貴賤の隔てなく教えを乞うために多くの人々が訪れたという。また、鳥海山人（武田孫兵エ）を敬慕し親交を温め、于拙の晩年に上山を訪れた巻菱湖に師事し老いて学ぶ所を得る等生涯にわたって学問に対し真摯に対応した。
晩年は家塾を開き、隠居後に于拙と号した（隠居前は嵐貞と号した）。明治元年（1868年）に81歳で死去。
元木の石鳥居について詠んだ和歌「たきの山かへり詣の袖ふれて石の鳥居も細らぎやせし」は西行法師の歌として認識されているが、実際は于拙の作歌である。